# Stenellipsis rufomarmorata
Stenellipsis rufomarmorata är en skalbaggsart som beskrevs av Stefan von Breuning 1978. Stenellipsis rufomarmorata ingår i släktet Stenellipsis och familjen långhorningar. Inga underarter finns listade i Catalogue of Life.